# Mountstuart Elphinstone
Mountstuart Elphinstone (født 6. oktober 1779 i Dumbarton i Skotland, død 20. november 1859 i Hookward Park i Surrey i England) var en skotsk statsmand, historiker og kolonipolitiker tilknyttet regeringen i Britisk Indien. Han var 1796-1828 i Det britiske Ostindiske kompagnis tjeneste. Mellem 1819 og 1827 var han også guvernør over Bombay, hvor han åbnede flere uddannelsesinstitutioner for den indiske befolkningen. 
Elphinstone skrev bøger om Inden og Afghanistan. Han bidrog stærkt til at befæste det britiske herredømme i Indien og var en af sin tids største kendere af indiske forhold. Blandt hans vigtigste værker er The History of India i 1841 og The Rise of British Power in the East i 1887.

## Barndom og tidlig karriere
Elphinstone var født i Dumbarton i Dumbartonshire (nu Dunbartonshire) i 1779 som fjerde søn af den 11. baron Elphinstone. Han uddannedes ved Royal High School i Edinburgh. Efter endt skolegang søgte han ind i Det britiske Ostindiske kompagni, hvor en af hans onkler var direktør. Elphinstone ankom til Calcutta i 1796, hvor han bestred flere underordnede stillinger i administrationen. I 1801 lykkedes det ham at undslippe massakren i Benares (Varanasi) begået af tilhængere af den afsatte Wajid Ali Shah. Senere samme år blev han overført til kompagniets diplomatiske tjeneste, hvor han blev assistent for den britiske resident ved peshwa Baji Rao 2.s hof.

## Diplomat
Ved peshwa-hoffet fik han som diplomat sin første mulighed for at udmærke sig ved at tage del i Arthur Wellesleys felttog mod marathaerne. Da en krig udbrød efter mislykkede forhandlinger var Elphinstone som aide-de-camp for Wellesley. I slaget ved Assaye og gennem hele felttoget udmærkede han sig ved  tapperhed og taktisk kundskab. Det fik Wellesley til at udtale, at han burde have været soldat. Da krigen endte i 1804, blev Elphinstone udnævnt til britisk resident i Nagpur. Det gav han meget fritid, som han brugte til at læse og studere. I 1807 var han kortvarigt resident i Gwalior.
I 1808 blev han udnævnt til den første britiske gesandt ved hoffet i Kabul, med det formål at sikre en alliance med afghanerne mod Napoleons planlagte felttog mod Indien. Imidlertid viste det sig at være til liden nytte, eftersom Shoja Shah blev jaget fra tronen af sin bror, før alliancen kunne stadfæstes. Det eneste varige resultatet af missionen var Elphinstones værk Account of the Kingdom of Cabul and its Dependencies in Persia and India fra 1815. 
Efter at have tilbragt omtrent et år i Calcutta, hvor han færdiggjorde sin rapport om opgaven, udnævntes han i 1811 til den vigtige og vanskelige stilling som britisk resident i Pune. Der opstod vanskeligheder i forbindelse med den generelle komplikationen i maratha-politikken, og specielt i forbindelse med peshwaens svaghed, som Elphinstone havde en klar forståelse af fra begyndelsen. Freden mellem peshwaen og briterne blev brudt i 1817, da maratherne erklærede krig mod kompagniet. Elphinstone overtog kommandoen over de militære styrker i en krisesituation under slaget om Khadki, og han formåede at sikre en sejr til trods for hans ikke-militære baggrund. Senere blev peshwaens besiddelser annekteret af briterne, mens Elphinstone blev udnævnt til kommissær for Deccan i 1818.

## Guvernør
Han blev udnævnt til guvernør i Bombay i 1819. Hans vigtigste præstation var udformningen af en samlet kriminal- og civil lovgivning, der blev kendt som the Elphinstone code. Desuden grundlagde han det første offentlige uddannelsessystem i Indien, på en tid da opinionen i Storbritannien var imod at uddanne "de indfødte". Elphinstone beholdt stillingen som guvernør til 1827. Ved afslutningen af sin tid som guvernør gav Elphinstone mange landområder, som briterne havde konfiskeret, tilbage rajaen af Satara.
Elphinstone byggede den første bungalow i Malabar Hill som guvernør i Bombay mellem 1819 og 1827, og mange prominente  fulgte i hans fodspor og bosatte sig der, så det efter kort tid blev det eksklusive boligområde, som der stadig er.

## I England
Elphinstone rejste til England i 1829 efter to års rejser i Indien og fortsatte med at have betydelig indflydelse på indiske anliggender. Han afslog to gange tilbuddet om stillingen som generalguvernør over Indien, da han hellere fuldføre sit tobindsværk History of India (1841). Han døde i Surrey i England 20. november 1859.

## Hæder
Som tak for sin indsats for Bombay præsidentskab hædredes han af koloniens europæiske indbyggere ved opsættelsen af en marmorstatue og oprettelsen af et legat i hans navn ved Elphinstone College. 
Elphinstone Road jernbanestation og Elphinstone Circle er derimod opkaldt efter hans nevø John Elphinstone, der var guvernør i Bombay i 1850-erne.